# Балоч, Аллах Назар
Аллах Назар Балоч (англ. Allah Nazar Baloch, род. 2 октября 1968, Кветта, Западный Пакистан) — действующий лидер сепаратистской организации «Белуджский Фронт Освобождения» (BLF), признанной в Пакистане, США и Великобритании террористической.

## Биография
После окончания средней школы в 1986 году, он отправился обучаться в училище города Турбат. Затем получил высшее образование, с отличием закончив медицинский колледж в Кветте. Со студенческих лет состоял в нелегальных подпольных организациях белуджистанских сепаратистов.
25 марта 2005 года он был похищен представителями пакистанских спецслужб и был выпущен из-под стражи 20 июня 2006 года. Во время пребывания под стражей к нему применялись различные пытки. После выхода на свободу Аллах Назар не изменил свою позицию в отношении Пакистана. Он продолжил вести антиправительственную кампанию, стараясь добиться независимости Белуджистана. После ликвидации пакистанцами Акбара Бугти и Марри Балача, Аллах Назар возглавил восстание в Белуджистане.

## Интервью BBC
В интервью Би-би-си Аллах Назар сделал заявление, что боевики ОАБ бьются против талибов и Аль-Каиды. Также он добавил: «Мы (бойцы ОАБ) верим в международное право и международные принципы чести».
Под его командованием находится 2 000 борцов за свободу Белуджистана. Сама Освободительная армия Белуджистана была добавлена Великобританией в список террористических организаций после заявления Первеза Мушаррафа о том, что Пакистан не будет сотрудничать с британцами в войне с террором, если они не откажутся от поддержки сепаратистов Белуджистана.